# Kunkubey Fluctus
Il Kunkubey Fluctus è una struttura geologica della superficie di Venere.